# Korkyně
Korkyně (německy Korkin) je obec v okrese Příbram ve Středočeském kraji, asi 13 km východně od Dobříše. Žije zde 161 obyvatel.
V obci se nachází dětský domov.

## Historie
První písemná zmínka o obci pochází z roku 1318. „Paměti Pavla Korky z Korkyně“ se staly pro pozdější historiky cenným zdrojem informací.

## Obecní správa

### Části obce
- Korkyně (k. ú. Korkyně)
- Křížov (k. ú. Křížov)

K obci patří také Háje, Moravce, Pánkov, U Křížovské Kapličky a U Prokopce.
Sousedními obcemi sídla jsou Nový Knín, Čím, Chotilsko, Buš a Nové Dvory.
Po roce 1850 byla Korkyně součástí obce Křížov. V letech 1921–1975 byla samostatnou obcí. Mezi lety 1976–1990 byla součástí obce Chotilsko. Od 24. listopadu 1990 je opět samostatnou obcí a Křížov je její částí.

### Územněsprávní začlenění
Dějiny územněsprávního začleňování zahrnují období od roku 1850 do současnosti. V chronologickém přehledu je uvedena územně administrativní příslušnost obce v roce, kdy ke změně došlo:
- 1850 země česká, kraj Praha, politický okres Příbram, soudní okres Dobříš[7]
- 1855 země česká, kraj Praha, soudní okres Dobříš
- 1868 země česká, politický okres Příbram, soudní okres Dobříš
- 1939 země česká, Oberlandrat Tábor, politický okres Příbram, soudní okres Dobříš[8]
- 1942 země česká, Oberlandrat Praha, politický okres Příbram, soudní okres Dobříš[9]
- 1945 země česká, správní okres Příbram, soudní okres Dobříš[10]
- 1949 Pražský kraj, okres Dobříš[11]
- 1960 Středočeský kraj, okres Příbram
- 2003 Středočeský kraj, okres Příbram, obec s rozšířenou působností Dobříš

### Starostové
- Bohumil Povalil (2010–2014)
- Jiří Soukup (od 2014)

## Společnost

### Rok 1932
V roce 1932 (138 obyvatel) zde byly evidovány tyto živnosti a obchody: 2 hostince, kovář, krejčí, 9 rolníků, řezník, Spořitelní a záložní spolek pro Korkyň, trafika.

## Pamětihodnosti
- Lípa v Korkyni - památný strom

## Doprava

### Dopravní síť
Obcí vede silnice II/102 Praha-Zbraslav – Štěchovice – Chotilsko – Nečín – Obory – Kamýk nad Vltavou – Krásná Hora nad Vltavou – Milešov – Milevsko. Do obce dále vedou silnice III. třídy. Železniční trať ani stanice či zastávka na území obce nejsou.

### Autobusová doprava 2024
Autobusovou dopravu v obci Korkyně zajišťují společnosti Arriva Střední Čechy a ČSAD AUTOBUSY České Budějovice. Obec je součástí Pražské integrované dopravy (PID). V obci se nachází zastávka Korkyně a pod Křížov spadají zastávky Korkyně,Křížov a Korkyně,Křížov,U Kapličky. Obcí vedou tři autobusové linky: 360, 361 a 437. Linka 360 začíná v Praze na Smíchovském nádraží a pokračuje ve směru Dobříš, Stará Huť, Mokrovraty, Nový Knín, Sudovice, Korkyně, Chotilsko, Čelina, Nalžovice, Kňovice, Kňovičky a končí v Sedlčanech. Autobusová linka 361 vede ze Smíchovské nádraží přes Měchenice, Davli, Štěchovice, Slapy, Buš, Čím, Korkyni, Nový Knín, Mokrovraty, Starou Huť a končí v Dobříši. Linka 437 spojuje obec opět s Novým Knínem a na druhou stranu s Korkyní, Novými Dvory, Slapy, Štěchovicemi a Hradištkem.